# Gianfranco Ravasi
Gianfranco Ravasi (Merate, 18 de octubre de 1942) es un cardenal italiano. Es el actual presidente de la Comisión Pontificia de Arqueología Sagrada, desde septiembre de 2007. Fue presidente de Pontificio Consejo de la Cultura, de 2007 a 2022 y presidente de la Comisión Pontificia para el Patrimonio Cultural de la Iglesia, de 2007 a 2012.

## Biografía

### Primeros años
Gianfranco nació el 18 de octubre de 1942, en la localidad italiana de Merate; siendo el mayor de tres hermanos. Fue criado en la localidad vecina de Osnago.
Su madre era maestra de escuela. Su padre era un agente del tesoro antifascista que sirvió en Sicilia durante la Segunda Guerra Mundial, pero luego desertó del ejército; tardó 18 meses en volver con su familia, caminando por la península. Ravasi dijo más tarde: "Mi búsqueda siempre ha sido algo permanente, lo que está detrás de lo transitorio, lo contingente. Estoy luchando contra la pérdida y la muerte, lo que probablemente se relaciona con la ausencia de mi padre en mis primeros años".

### Formación
Realizó una carrera enseñando estudios clásicos griegos y latinos antes de decidir unirse al sacerdocio.
Asistió al seminario de Milán. Continuó sus estudios en la Pontificia Universidad Gregoriana, donde obtuvo la licenciatura en Teología, y en el Pontificio Instituto Bíblico donde obtuvo la licenciatura en Sagrada Escritura. También obtuvo una licenciatura en Arqueología de la Universidad Hebrea de Jerusalén.

### Sacerdocio
Su ordenación sacerdotal fue el 28 de junio de 1966, en la catedral de Milán, a manos del cardenal Giovanni Colombo.
Se desempeñó como profesor de exégesis del Antiguo Testamento en el Seminario Arzobispal de Milán y en la Facultad de Teología del Norte de Italia en Milán miembro de la Comisión Pontificia Bíblica. Al mismo tiempo alterna sus compromisos con la pasión por la arqueología, trabajando junto a arqueólogos como Kathleen Kenyon y Roland de Vaux en Siria, Jordania, Irak y Turquía.
En 1985, en Milán, realizó un ciclo de conferencias bíblicas, de las cuales diez sobre el Evangelio de Juan.
Entre 1988 a 2017, dirigió la parte bíblica del programa religioso de Canale 5: Le frontiere dello Spirito.

#### Curia milanesa
Fue prefecto de la Biblioteca Ambrosiana, entre 1989 y 2007, donde se convirtió en una figura reconocida en los círculos literarios y académicos, al tiempo que impartía conferencias populares sobre temas religiosos.
Continuó ocupándose de la divulgación bíblica: de 1980 a 2002 realizó ciclos de encuentros de lectio divina en el Centro Studi San Fedele de Milán, en particular durante los períodos de Cuaresma y Adviento de cada año, durante los cuales comenta libros de vez en cuando del Antiguo y Nuevo Testamento. Entre 1994 y 1998 se ocupó de la lectura completa de la Biblia en Rai Radio 2.
El 22 de junio de 1995, el Papa Juan Pablo II lo nombró protonotario apostólico supernumerario.

#### Curia romana
En 2005 fue el principal candidato propuesto para la diócesis de Asís-Nocera Umbra-Gualdo Tadino pero la Congregación para los Obispos rechazó su nombramiento después de haber publicado un artículo en Il Sole 24 Ore relativo a la Pascua titulado "Non è risorto, si è innalzato" ("No ha resucitado, ha sido levantado"), en el que Ravasi expone su visión de la resurrección de Jesús que juzga heterodoxia.
En 2007, el papa Benedicto XVI le encomendó la tarea de formular las meditaciones del tradicional Vía crucis del Viernes Santo en el Coliseo.

### Episcopado
El 3 de septiembre de 2007, el papa Benedicto XVI lo nombró presidente del Pontificio Consejo de la Cultura, presidente de la Comisión Pontificia para el Patrimonio Cultural de la Iglesia, presidente de la Comisión Pontificia de Arqueología Sagrada y arzobispo titular de Villamagna en Proconsulari.
Eligió el lema Praedica Verbum (Predica la Palabra; 2Tm 4,2), por sugerencia del filósofo Massimo Cacciari.
Fue consagrado el 29 de septiembre del mismo año, en la Basílica de San Pedro; a manos del papa Benedicto XVI.
El 20 de noviembre de 2007, fue nombrado miembro del Pontificio Consejo para el Diálogo Interreligioso.

### Cardenalato
Fue nombrado cardenal por el papa Benedicto XVI durante el consistorio del 20 de noviembre de 2010, con el titulus de cardenal diácono de Iglesia de San Jorge en Velabro. Tomó posesión formal de su Iglesia Titular el 23 de enero de 2011.
El 11 de diciembre de 2010, fue nombrado miembro de la Congregación para la Educación Católica. El 29 del mismo mes, fue nombrado miembro del Pontificio Consejo para la Promoción de la Nueva Evangelización y del Pontificio Consejo para el Diálogo Interreligioso.
Desde 2011, como presidente del Pontificio Consejo para la Cultura, colaboró con el Cortile del Gentili, la «estructura vaticana creada para favorecer el encuentro y el diálogo entre creyentes y no creyentes». Participa en numerosos escenarios del Cortile: Bolonia, Bucarest, París (2011); Braga, Asís, Estocolmo, Barcelona, Palermo (2012); Varsovia, Roma, Ciudad de México, Catanzaro (2013); Washington, Roma, Bolonia, Buenos Aires (2014).

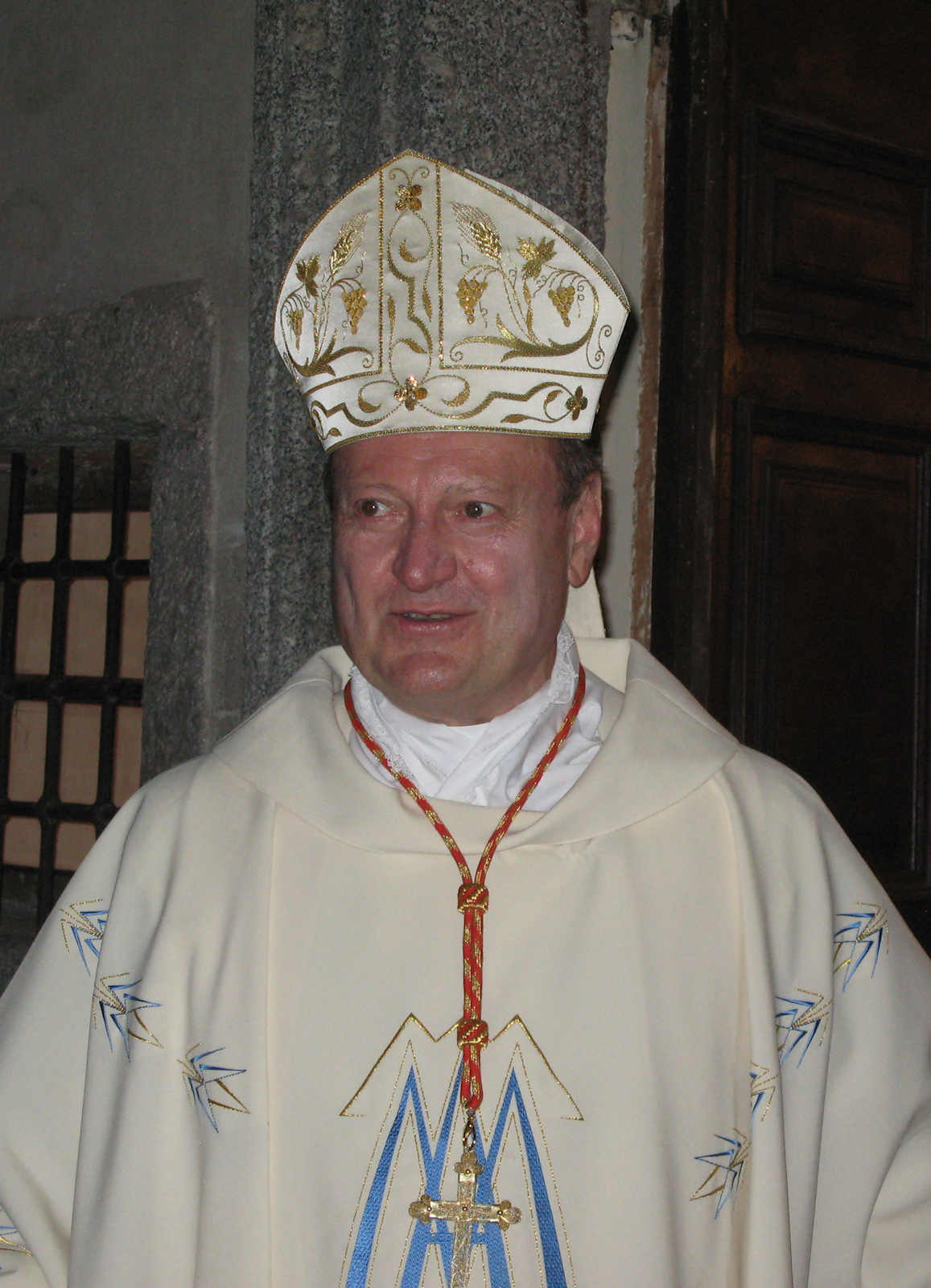
Ravasi en 2012.

Fue presidente de la Casa di Dante en Roma, del 1 de marzo de 2012 al 13 de octubre de 2016.
En 2013, durante los últimos días del pontificado de Benedicto XVI, realizó las meditaciones para los ejercicios espirituales de la Curia romana durante la primera semana de Cuaresma, sobre el tema "Ars orandi, ars credendi. El rostro de Dios y el rostro del hombre en la oración del salmo", publicado posteriormente en el volumen L'incontro (Mondadori, 2013); se convierte así en el primer dicasterio vaticano en función de celebrar meditaciones.
El 28 de febrero de 2013 , tras la renuncia del papa Benedicto XVI al ministerio petrino, pierde sus cargos en los dicasterios de los que es presidente o miembro, de acuerdo con la constitución apostólica Pastor Bonus. En la primera quincena de marzo participa como cardenal elector en el Cónclave que conducirá a la elección del papa Francisco, en el que fue uno de los probables sucesores al trono de Pedro; este último, el 16 de marzo siguiente, renueva los nombramientos curiales del cardenal Ravasi donec aliter provideatur ("hasta que se disponga lo contrario").
Organizó la participación del Vaticano en la Bienal de Venecia en mayo de 2013. En lugar de limitarse al arte religioso, pidió a los artistas que produjeran obras sobre el tema "Creación, De-Creación y Re-Creación" para "crear una atmósfera de diálogo entre el arte y la fe". Los artistas incluyeron en el Studio Azzurro, un colectivo de arte con sede en Milán que produce videos interactivos, el fotógrafo checo Josef Koudelka y el pintor abstracto Larry Carroll.
Como presidente de la Comisión Pontificia de Arqueología Sagrada, en noviembre de 2013 anunció la apertura de visitas, incluidas visitas virtuales, a las Catacumbas de Priscila recién excavada en Roma.
El 30 de noviembre de 2013, fue confirmado miembro de la Congregación para la Educación Católica.

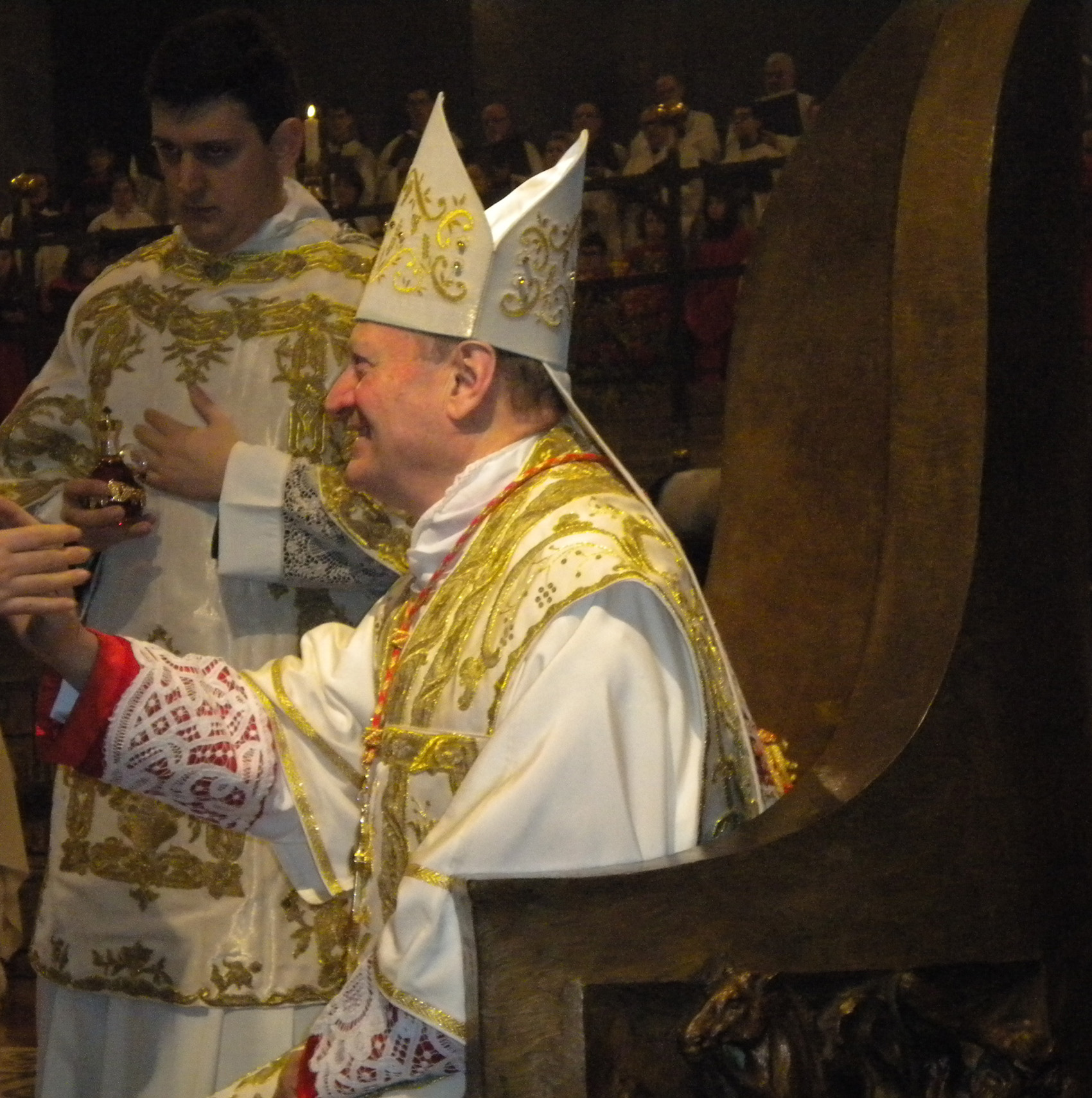
Ravasi con motivo de la misa pontificia de San Bassiano (Lodi, 19 de enero de 2014).

El 29 de marzo de 2014, fue confirmado presidente del Consejo Pontificio para la Cultura y lo nombrado miembro de la Congregación para los Institutos de Vida Consagrada y las Sociedades de Vida Apostólica.
Con vistas a la Expo 2015, es nombrado comisario general de la Santa Sede para la Expo de Milán 2015, en la que la Santa Sede participa con un pabellón sobre el tema: Not by bread alone (No solo de pan).
Con motivo de la III Asamblea General Extraordinaria del Sínodo de los obispos (5-19 de octubre de 2014), fue nombrado presidente de la comisión para el mensaje final del Sínodo.
El 6 de septiembre de 2016, fue nombrado miembro de la Congregación para el Culto Divino y la Disciplina de los Sacramentos.
En marzo de 2017, anunció la creación de una Consulta Femenina dentro del Consejo Pontificio para la Cultura, con 37 mujeres elegidas de una mezcla de nacionalidades, religiones, profesiones, opiniones políticas y estado civil.
El 26 de noviembre de 2017, fue confirmado como presidente del Pontificio Consejo de la Cultura usque ad octogesimum annum.
El 28 de mayo de 2019 fue confirmado como miembro de la Congregación para los Institutos de Vida Consagrada y las Sociedades de Vida Apostólica usque ad octogesimum annum.
El 19 de mayo de 2020 fue confirmado como miembro del Pontificio Consejo para el Diálogo Interreligioso usque ad octogesimum annum.
El 3 de mayo de 2021, durante un Consistorio presidido por el papa Francisco, es promovido a la Orden de los Presbíteros manteniendo la Diaconía elevada pro hac vice a título cardenalicio.
El 22 de junio de 2021 fue confirmado como miembro de la Congregación para la Educación Católica usque ad octogesimum annum aetatis.
El 5 de junio de 2022, con la entrada en vigor de la constitución apostólica Praedicate evangelium, se suprime el Pontificio Consejo de la Cultura y por tanto cesa sus funciones como presidente del mismo.

#### Salud del Papa Francisco
En febrero de 2025, durante la internación del Papa Francisco por una neumonía bilateral, el cardenal  sugirió que el pontífice podría considerar la renuncia si su capacidad para interactuar directamente con la gente se viera significativamente limitada. Ravasi recordó que el Papa ya había entregado una carta de renuncia condicional al inicio de su pontificado.Además, Ravasi criticó a ciertos medios de comunicación estadounidenses, acusándolos de difundir noticias falsas y de mostrar una postura anti-Bergoglio, alimentando una polarización y una expectativa de cambio en relación con el papado.

## Honores

### Académicos
- Doctorado honoris causa en Sociología, por la Universidad de Urbino "Carlo Bo"; 20 de noviembre de 2007.
- Doctorado honoris causa, por la Universidad de Bucarest; 12 de octubre de 2011.
- Doctorado honoris causa en Sagrada Teología, por la Universidad Católica Juan Pablo II de Lublin; 28 de septiembre de 2012.
- Doctorado honoris causa en Sagrada Teología, por la Pontificia Universidad Lateranense; 9 de noviembre de 2012.
- Doctorado honoris causa en Ciencias Humanas, por la Universidad Popular Autónoma del Estado de Puebla; 7 de mayo de 2013.
- Doctorado honoris causa en Ciencias de la Comunicación, por la Universidad Libre Maria Ss. Assunta; 22 de noviembre de 2013.
- Doctorado honoris causa en Teología, por la Universidad de Deusto; 4 de marzo de 2014.
- Doctorado honoris causa, por la Universidad Católica Argentina; 27 de noviembre de 2014.
- Miembro de honor de la Academia de Bellas Artes de Brera.
- Doctorado honoris causa en Derecho, por la Universidad Mediterránea de Reggio Calabria; 7 de septiembre de 2017.
- Doctorado honoris causa en Filosofía, por la Universidad de Bolonia; 16 de junio de 2018.

### Honores italianos
- Sello Longobardo; 27 de abril de 1999.
- Caballero de la Gran Cruz de la Orden de la Estrella de Italia; 20 de mayo de 2021.
- Gran Medalla de Oro del Ambrogino d'oro.

### Honores extranjeros
- Cardenal Capellán y Alguacil Gran Cruz de la Orden de Malta.
- Caballero de la Gran Cruz de la Orden de la Estrella de Rumania; 2008.
- Orden de la Amistad (Azerbaiyán); 2013.
- Comandante de la Legión de Honor (Francia); 2 de febrero de 2017.
- Gran Cruz del mérito con placa y cordón de la Orden del Mérito de la República Federal de Alemania; 6 de diciembre de 2019.

### Honores de Casas Dinásticas
- Alguacil Gran Cruz de Justicia de la Sagrada Orden Militar Constantiniana de San Jorge (España); 2006, 2010.

### Galardones
En 2016, fue galardonado con el premio Penna d'Oro de la Presidencia del Consejo de Ministros como parte del Premio Internacional de Periodismo Ischia.

## Escudos de armas
|        |
| Blasón |

|                                        |
| Protonotario Apostólico Supernumerario |

|                   |
| Arzobispo Titular |

|          |
| Cardenal |

## Obras
- Qohélet. Editorial San Pablo. 1991. ISBN 9789586075534.
- Los Salmos. Editorial San Pablo. 2002. ISBN 9789586078269.
- Los Profetas (3ª edición). Editorial San Pablo. 2002. ISBN 9789586074421.
- Los rostros de la Biblia. Editorial San Pablo. 2008. ISBN 9788428533843.
- Los rostros de María en la Biblia. Editorial San Pablo. 2009. ISBN 9788428534574.
- El mes de María. Editorial San Pablo. 2009. ISBN 9788428534796.
- Una Comunidad lee los salmos. Editorial San Pablo. 2011. ISBN 9789587155488.
- Los salmos. Editorial San Pablo. 2014. ISBN 9788428543880.
- María. La madre de Jesús. Editorial San Pablo. 2017. ISBN 9788428553209.
- Sion. Recorrido espiritual por Tierra Santa. Editorial San Pablo. 2019. ISBN 9788428557979.
- El gran libro de la Creación. Editorial San Pablo. 2022. ISBN 9788428563147.
- La vid y el olivo: comentario al leccionario bíblico del matrimonio (4ª edición). Editorial Sal Terrae. 1991. ISBN 9788429309225.
- El agua y la luz: comentario al leccionario bíblico del bautismo. Editorial Sal Terrae. 1991. ISBN 9788429309171.
- El Cantar de los Cantares. Editorial San Pablo. 1993. ISBN 9789586075817.
- Según las escrituras. Ciclo A. Editorial San Pablo. 2005. ISBN 9789586073097.
- Según las escrituras. Ciclo B. Editorial San Pablo. 2005. ISBN 9789586927260.
- Según las escrituras. Ciclo C. Editorial San Pablo. 2006. ISBN 9789586928229.
- Pinacoteca Ambrosiana. Touring Editore. 2000. ISBN 9788836519439.